# Gare de Jiaxing-Sud
La gare de Jiaxing-Sud (chinois : 嘉兴南站) est une gare ferroviaire chinoise de la LGV Shanghai - Hangzhou, située au sud de la ville-préfecture de Jiaxing, dans la province du Zhejiang.

## Situation ferroviaire
Établie à 7 mètres d'altitude, la gare de Jiaxing-Sud est située au point kilométrique (PK) 87 de la LGV Shanghai - Hangzhou, entre les gares de Jiashan-Sud et de Tongxiang.

## Service des voyageurs

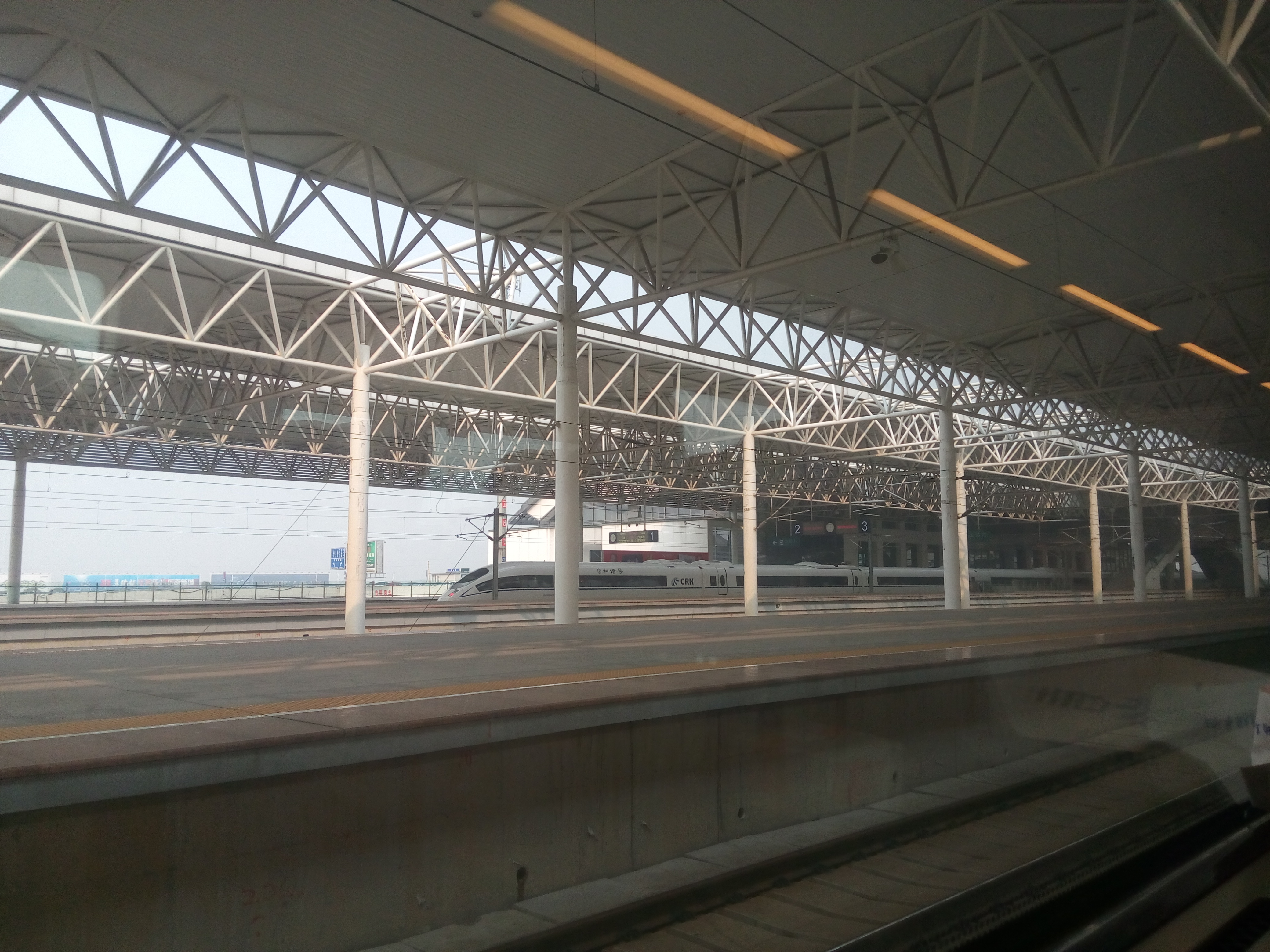
Intérieur de la gare et train à grande vitesse.